# Ivanković Selo
Ivanković Selo is een plaats in de gemeente Karlovac in de Kroatische provincie Karlovac. De plaats telt 27 inwoners (2001).